# Tammy MacIntosh
Tammy MacIntosh (Melbourne, Victoria; 18 de febrero de 1970) es una actriz australiana conocida por haber interpretado a Charlotte Beaumont en la serie médica All Saints.

## Biografía
Tammy nació en el Royal Women's Hospital en Carlton, Melbourne, pero creció en la ciudad de Perth, Australia Occidental. Se graduó de la Academia de Australia Occidental de Artes Escénicas, (en inglés: Western Australian Academy of Performing Arts) WAAPA. En su tiempo libre disfruta correr, ir en bicicleta y hacer cualquier tipo de deportes acuático.  
Tammy apoya la investigación, prevención y tratamiento del cáncer de mama, después de haber perdido a una amiga muy cercana.
En octubre de 2005 se casó con Mark Yeats y el 1 de agosto de 2006 tuvieron su primer hijo, Benjamin Yeats.
Es muy buena amiga de las actrices Libby Tanner, Jolene Anderson y Allison Cratchley. Libby fue una de las damas de honor en su boda.

## Carrera
Tammy ha aparecido en Something in the Air, Grass Roots, Stingers, State Coroner, Good Guys Bad Guys, Wildside, G.P., The Feds III y Chances. Entre sus créditos en el teatro se encuentran Shark Fin Soups, Private Lives y en Blinded By The Sun.
En 1990 dio vida a Annie Rogers en la serie The Flying Doctors. Entre 1992 y 1995 interpretó a Kathy en la serie Police Rescue. 
En 1996 interpretó a Seal en la película Whipping Boy con Sigrid Thornton y a Sharon en River Street. Ese mismo año interpretó a Claire Mcleod en la película Mcleod's Daughters, papel que interpretó la actriz Lisa Chappell en la serie. En 2000 apareció en la comedia romántica Better Than Sex. 
En 2001 interpretó a la joven, sorprendente y con fuerte carácter Jool en la serie Farscape. Luego de viajar al otro lado de la galaxia es secuestrada junto a su grupo, se piensa que está muerta pero que luego se revela que está escapando luego de haber robado una mina de gemas en Noation. 
En 2007 asistió a la final de la segunda temporada de It Takes It Two junto a John Waters, para apoyar a su compañera en All Saints Jolene Anderson quien estaba participando.
En 2002 se unió al elenco de la aclamada serie australiana All Saints donde interpretó a la trabajadora, insegura, humanitaria y compasiva Doctora Charlotte Beaumont, hasta el final del programa en 2009. 
Su interpretación fue bien recibida por la comunidad lesbiana de Australia, cuando la Dra. Beaumont comenzó una relación con mujeres; sin embargo esto cambió luego que iniciará una relación con el doctor Doug "Spence" Spencer y tuviera un hijo con él.
En 2010 se unió como personaje recurrente en la serie Sea Patrol donde apareció como la Comandante Maxine White hasta el final de la serie en 2011. Ese mismo año apareció como invitada en las series East West 101 y en Crownies donde dio vida a la doctora Amelia Ward.
En 2012 se unió al elenco recurrente de la serie de misterio Miss Fisher's Murder Mysteries donde interpreta a la doctora Elizabeth Macmillan, amiga de la detective Phryne Fisher (Essie Davis).

## Filmografía

### Series de televisión
| Año         | Título                         | Personaje                            | Notas                              |
| ----------- | ------------------------------ | ------------------------------------ | ---------------------------------- |
| 2015        | Wenworth                       | Karen "Kaz" Proctor                  | episodio "The Governor's Pleasure" |
| 2012 - 2015 | Miss Fisher's Murder Mysteries | Dra. Elizabeth "Mac" Macmillan       | 17 episodios                       |
| 2011        | Crownies                       | Dra. Amelia Ward                     | episodio # 9                       |
| 2010 - 2011 | Sea Patrol                     | Comandante Maxine "Knocker" White    | 28 episodios                       |
| 2011        | East West 101                  | Sally Wilson                         | episodio "Heart of Darkness"       |
| 2002 - 2009 | All Saints                     | Dra. Charlotte Beaumont              | 172 episodios                      |
| 2001 - 2002 | Farscape                       | Joolushko "Jool" Tunay Fento Hovalis | 18 episodios                       |
| 2002        | Jeopardy                       | Melissa                              | 7 episodios                        |
| 2000        | Something in the Air           | Christine Rutherford                 | 8 episodios                        |
| 2000        | Grass Roots                    | Marilyn Hennessy                     | 4 episodios                        |
| 1999        | Stingers                       | Karen Jones                          | episodio "Full Term"               |
| 1998        | Good Guys Bad Guys             | Holly Swift                          | episodio "You Light Up My Wife"    |
| 1997 - 1998 | Wildside                       | Det. Kim Devlin                      | 6 episodios                        |
| 1995        | G.P.                           | Joanna Lalor                         | episodio "One for the Road"        |
| 1992 - 1995 | Police Rescue                  | Of. Kathy Orland                     | 35 episodios                       |
| 1992 - 1993 | Bingles                        | Stacy                                | 23 episodios                       |
| 1991        | Chances                        | Mandy Foster                         | -                                  |
| 1990        | The Flying Doctors             | Annie Rogers                         | 9 episodios                        |

### Películas
| Año  | Título                         | Personaje                            | Notas                                                                            |
| ---- | ------------------------------ | ------------------------------------ | -------------------------------------------------------------------------------- |
| 2011 | A Heartbeat Away               | Grace Flack                          | junto a Isabel Lucas, Sebastian Gregory, Roy Billing, Colin Friels & Mark Furze  |
| 2011 | Sleeping Beauty                | -                                    | junto a Emily Browning & Mirrah Foulkes                                          |
| 2005 | Repetition                     | Anell                                | -                                                                                |
| 2004 | Farscape: The Peacekeeper Wars | Joolushko "Jool" Tunai Fenta Hovalis | junto a Ben Browder, Claudia Black, Anthony Simcoe & Gigi Edgley                 |
| 1996 | River Street                   | Sharon                               | junto a Aden Young, Essie Davis, Joy Smithers & Suzi Dougherty                   |
| 1996 | McLeod's Daughters             | Claire Mcleod                        | junto a Jack Thompson, Kris McQuade, Simone Kessell, Robert Mammone & Kym Wilson |
| 1996 | Whipping Boy                   | Seal                                 | junto a Temuera Morrison & Nash Edgerton                                         |
| 1993 | The Feds: Betrayal             | Nicola "Nicky" Bass                  | junto a Angie Milliken, Brian Vriends, Peter Phelps & Chris Haywood              |

### Teatro
| Año  | Obra               | Personaje | Director     | Teatro                    | Notas                                                                 |
| ---- | ------------------ | --------- | ------------ | ------------------------- | --------------------------------------------------------------------- |
| -    | Shark Fin Soup     | -         | -            | Melbourne Theatre Company | -                                                                     |
| -    | Private Lives      | -         | -            | Sydney Theatre Company    | -                                                                     |
| 1998 | Blinded by the Sun | -         | Sandra Bates | Playhouse Theatre         | junto a Lorraine Bayly, Tina Bursill, Peter Kowitz & Andrew McFarlane |

### Apariciones
| Año  | Programa     | Notas                                                     |
| ---- | ------------ | --------------------------------------------------------- |
| 2007 | It Takes Two | miembro de la audiencia - episodio "Series 2 Grand Final" |

### Presentadora
| Año | Programa   | Notas      |
| --- | ---------- | ---------- |
| -   | C'mon Kids | anfitriona |